# Vasile Maluțan
Vasile Maluțan (n.  ? – d. 1995) a fost un colonel român de aviație, pilotul personal al lui Nicolae Ceaușescu, cel care a pilotat elicopterul cu care Nicolae și Elena Ceaușescu au părăsit sediul Comitetului Central în timpul Revoluției. S-a stins din viață în luna mai a anului 1995, în timp ce efectua lucrări de erbicidare a viei Institutului de Cercetări pentru Cereale și Plante Fundulea. Elicopterul Robinson-22 Beta, înmatriculat YR RBA de producție americană, aparținând firmei SC Agrostar Călărași, s-a prăbușit după ce s-a agățat de un fir electric.
Cunoscut ca unul dintre cei mai buni în domeniu, moartea colonelului Vasile Maluțan rămâne un mister, colegii lui povestind că „era în stare să aterizeze cu elicopterul cu motorul oprit de la 50 de metri înălțime”. Accidentul a survenit a doua zi după ce Maluțan afirmase în fața comisiei parlamentare de cercetare a evenimentelor din decembrie 1989 că Ceaușescu plecase din CC și a avut în elicopter tot timpul asupra sa o valiză plină cu documente.